# O Fio da Navalha (1946)
The Razor's Edge (bra/prt: O Fio da Navalha) é um filme estadunidense de 1946, do gênero drama, dirigido por Edmund Goulding, com roteiro de Lamar Trotti e do produtor Darryl F. Zanuck baseado no romance homônimo de W. Somerset Maugham e banda sonora de de Alfred Newman.

## Sinopse
Veterano da Primeira Guerra Mundial descobre, ao voltar pra casa, que seu mundo não é mais o de classe privilegiada. Transtornado, abandona a carreira e viaja para a Índia em busca de sentido para sua vida, o que leva sua noiva a buscar segurança nos braços de outro homem.

## Elenco
- Tyrone Power .... Larry Darrell
- Gene Tierney .... Isabel Bradley
- John Payne .... Gray Maturin
- Anne Baxter .... Sophie MacDonald

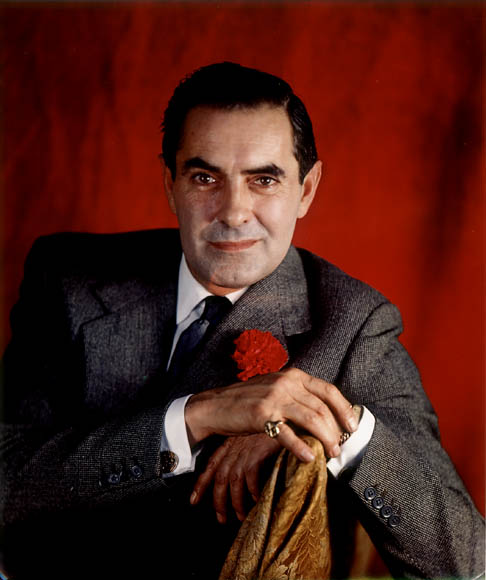
Tyrone Power em 1946

- Clifton Webb .... Elliott Templeton
- Herbert Marshall .... W. Somerset Maugham
- Lucile Watson .... Louisa Bradley
- Frank Latimore .... Bob MacDonald
- Elsa Lanchester .... Miss Keith
- Fritz Kortner .... Kosti

## Principais prêmios e indicações
| Melhor atriz coadjuvante     | Anne Baxter              | Venceu       |        |
| Melhor filme                 | Melhor filme             | Indicado     |        |
| Melhor ator coadjuvante      | Clifton Webb             | Indicado     |        |
| Melhor direção de arte - p&b |                          | Indicado     |        |
| Golden Globe 1947            | Melhor atriz coadjuvante | Anne Baxter  | Venceu |
| Golden Globe 1947            | Melhor ator coadjuvante  | Clifton Webb | Venceu |